# Athanasius Kircher
Athanasius Kircher (Geisa, 2 de maig de 1602 - Roma, 28 de novembre de 1680), va ser un jesuïta i investigador interdisciplinari del barroc. Va influir decisivament en els seus contemporanis i en filòsofs com Gottfried Wilhelm Leibniz.
Va ser un Homo universalis que va publicar més de 40 tesis, majoritàriament en l'àmbit de la religió comparada, la geologia i la medicina. Ha estat comparat amb Ruđer Josip Bošković i Leonardo da Vinci per la seva enorme varietat d'interessos, i honorat amb el títol de Mestre dels cent arts.
Va establir una relació entre el llenguatge de l'antic Egipte i l'idioma copte modern, i alguns comentadors el consideren el fundador de l'egiptologia. També va estar fascinat amb la sinologia i va escriure una enciclopèdia de la Xina.
Els treballs de Kircher també inclouen l'estudi de volcans i fòssils en el camp de la geologia. Va ser una de les primeres persones en observar microbis a través d'un microscopi. Va proposar que la plaga era causada per un microorganisme infecciós i va suggerir mesures per prevenir el contagi de la malaltia. També va mostrar interès en la tecnologia i els invents mecànics. Se li atribueixen les invencions del rellotge magnètic, i varis autòmats del primer megàfon. L'invent de la llanterna màgica és, a vegades, atribuïda a Kircher, i encara que no va ser així, sí que va estudiar els principis involucrats en aquesta màquina al seu llibre Ars Magna Lucis et Umbrae.

## Vida
Athanasius va néixer a Geisa (Turíngia, Alemanya) i era el petit de nou fills dels seus pares: Johannes Kircher i Anna Gansek. El seu pare, nascut a Magúncia (Mainz) i doctorat en teologia, va ser un filòsof que es va dedicar a la docència després de la caiguda en desgràcia del seu protector Balthasar de Fulda.
Després d'estudiar grec, llatí i hebreu en una escola de jesuïtes a Fulda entre 1614 i 1618, el jove Kircher ingressaria com a novici a la Companyia de Jesús per finalment traslladar-se a la ciutat de Paderborn on estudiaria humanitats clàssiques, filosofia escolàstica, ciències naturals i matemàtiques fins a l'any 1622. Estudis que acabaria culminant l'any següent a les ciutats de Münster i Colònia.
Un cop acabats aquests estudis, Athanasius Kircher passaria per una tradicional etapa jesuïta coneguda com a "magisteri" on l'estudiant es converteix en professor durant uns pocs anys. Durany l'any 1623 Kircher donaria classes de llengua grega al Col·legi de Coblença. L'any següent seria convocat al col·legi jesuïta de Heiligenstadt a Saxònia per impartir classes en el seu reconegut laboratori de física.
Ja havent acabat aquesta etapa de "magisteri", Kircher es traslladaria a Magúncia l'any 1625 per estudiar Teologia com havia fet el seu pare de jove. Tres anys després seria anomenat sacerdot en aquella ciutat, amb 27 anys. Durant els propers anys el ja sacerdot compaginaria els seus estudis amb treballs de planimetria i agrimensura que farien despertar el seu interès per la geografia. A més a més Kircher començaria en aquesta etapa a utilitzar el telescopi amb l'objectiu d'estudiar les taques solars.
El mateix 1628 també seria anomenat professor de la Universitat de Würzburg on faria classes de matèries tant diferents com són les matemàtiques, el grec, l'arameu o la filosofia escolàstica. Paral·lelament a la seva feina com a professor durant aquest temps també s'interessaria per la interpretació dels jeroglífics egipcis, tindria el seu primer contacte amb la medicina professional i publicaria el seu primer llibre: Ars Magnesia.
L'any 1631 Kircher abandonaria la ciutat de Würzburg a causa de l'avanç de l'exèrcit de Gustau Adolf i es traslladaria al col·legi dels jesuïtes d'Avinyó, a França, on donaria classes de matemàtiques i estudiaria un gran ventall de camps com l'astronomia, el desxiframent d'inscripcions egípcies, la planimetria i l'agrimensura. També realitzaria experiments basats en dirigir la llum del sol i la lluna mitjançant miralls.
Les seves troballes van cridar l'atenció del Papa Urbà VIII, qui mitjançant el seu cardenal Francesco Barberini va aconseguir-li un lloc com a professor a Roma, on va continuar les seves investigacions científiques.
Les seves despulles estan enterrades al Santuari della Mentorella, església que ell mateix va descobrir i restaurar.

## Aportacions

### Ciència i tècnica
Algunes de les seves aportacions al camp de la ciència són:
- una màquina de moviment perpetu
- construcció de rellotges solars més precisos
- invenció de la llanterna màgica[6]
- estudi de microorganismes a la sang i proposta de mesures profilàctiques per prevenir infeccions
- construcció d'instruments musicals automàtics
- va escriure el primer tractat de geologia sobre el volcà Etna
- invenció del pantògraf
- creació d'un museu etnogràfic (desaparegut)
- estudi de fòssils[7]
- construcció d'un rellotge magnètic
- aportacions sobre el magnetisme

### Humanitats
Kircher va destacar en l'estudi de llengües i en la interpretació bíblica. A la seva obra més famosa, Oedipus Aegyptiacus, fa un estudi comparat de diverses religions, anticipant-se al corrent predominant al segle xix.
Interessat en el jeroglífic egipci, va estudiar copte per intentar entendre'l (creia que la llengua reflectida als dibuixos era l'idioma d'Adam, en una interpretació literalista de la Bíblia comuna a la seva època). Igualment va apropar-se a la cultura xinesa, de la qual va escriure un tractat que barreja dades reals amb mitologia de l'època (com la presència de dracs). Va creure que els pictogrames eren una corrupció dels jeroglífics però que reflectien el mateix idioma original. Aquest idioma original era l'antecessor de l'hebreu modern, que segons ell es va dividir en cinc gran dialectes: caldeu, fenici-samarità, siri, àrab i egipci, dels quals deriven totes les llengües existents, confoses a la Torre de Babel.
Per aquestes recerques, se li va enviar el Manuscrit Voynich, per si podia desxifrar-lo, amb fins a tres peticions d'erudits del seu temps. No consta si les va rebutjar o no va aconseguir cap avenç.
Va escriure sobre l'ús de l'Ars Magna de Ramon Llull, com a "màquina" per raonar correctament. Inspirant-se en aquesta, va idear una llengua internacional amb una variant secreta per a la màgia o el misticisme que es basava en conceptes universals (poligrafia).

## Obres

Latium, 1671

Les seves obres conservades, per ordre cronológic, són:
- 1631 Ars Magnesia
- 1635 Primitiae gnomoniciae catroptricae
- 1636 Prodromus Coptus sive Ægyptiacus
- 1637 Specula Melitensis encyclica, hoc est syntagma novum instrumentorum physico- mathematicorum
- 1641 Magnes sive de arte magnética
- 1643 Lingua Ægyptiaca restituta
- 1645-1646 Ars Magna Lucis et umbrae in mundo
- 1650 Obeliscus Pamphilius
- 1650 Musurgia universalis, sive ars magna consoni et dissoni
- 1652-1655 Œdipus Ægyptiacus
- 1656 Itinerarium extaticum s. opificium coeleste
- 1657 Iter extaticum secundum, mundi subterranei prodromus
- 1658 Scrutinium Physico-Medicum Contagiosae Luis, quae dicitur Pestis
- 1660 Pantometrum Kircherianum... explicatum a G. Schotto
- 1661 Diatribe de prodigiosis crucibus
- 1663 Polygraphia, seu artificium linguarium quo cum omnibus mundi populis poterit quis respondere
- 1664-1678 Mundus subterraneus, quo universae denique naturae divitiae[9]
- 1665 Historia Eustachio-Mariana
- 1665 Arithmologia sive de abditis Numerorum mysteriis Arithmologia

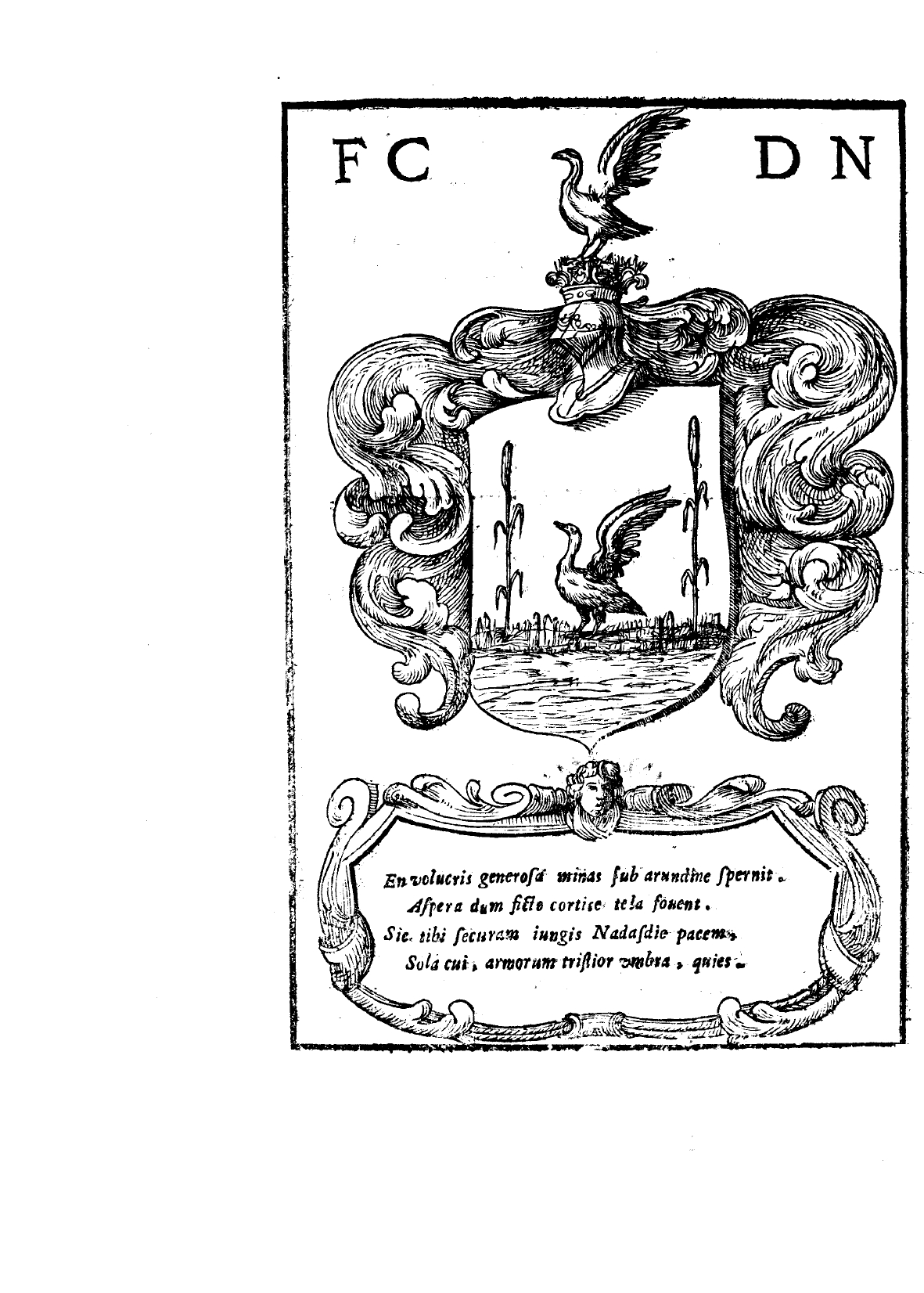
Arithmologia

- 1666 Obelisci Ægyptiaci... interpretatio hieroglyphica
- 1667 China Monumentis, qua sacris qua profanis
- 1667 Magneticum naturae regnum sive disceptatio physiologica
- 1668 Organum mathematicum
- 1669 Principis Cristiani archetypon politicum
- 1669 Latium
- 1669 Ars magna sciendi sive combinatorica
- 1671 Ars magna lucis et umbrae
- 1673 Phonurgia nova, sive conjugium mechanico-physicum artis & natvrae paranympha phonosophia concinnatum
- 1675 Arca Noë
- 1676 Sphinx mystagoga
- 1676 Obelisci Ægyptiaci
- 1679 Musaeum Collegii Romani Societatis Jesu
- 1679 Turris Babel sive Archontologia
- 1679 Tariffa Kircheriana sive mensa Pathagorica expansa
- 1680 Physiologia Kicheriana experimentalis